# Primera División Regional Aficionados de Castilla y León 2024-25
La temporada 2024-25 de la Primera División Regional Aficionados de Castilla y León de fútbol corresponde a la trigésimo novena edición de la competición y la vigésimo sexta con su actual denominación. Esta es la cuarta temporada de la competición en el sexto nivel del sistema de Ligas de fútbol de España. La primera fase de la competición arrancó el 14 de septiembre de 2023 y terminó el 11 de mayo de 2024. Con posterioridad se disputará el play-off de ascenso a Tercera Federación, que comenzó el 18 de mayo y finalizó el 8 de junio y que decidió una de las tres plazas de ascenso en juego.

## Sistema de competición
Participan treinta y dos clubes repartidos en dos grupos de 16 equipos cada uno y distribuidos siguiendo criterios geográficos. Se enfrentan todos contra todos en dos ocasiones -una en campo propio y otra en campo contrario- durante un total de 30 jornadas. El orden de los encuentros se decide por sorteo antes de empezar la competición. La Federación de Fútbol de Castilla y León es la responsable de designar las fechas de los partidos y los árbitros de cada encuentro, reservando al equipo local la potestad de fijar el horario exacto de cada encuentro.
La clasificación final se establece con arreglo a los puntos obtenidos en cada enfrentamiento a razón de tres por partido ganado, uno por empatado y ninguno en caso de derrota. Si al finalizar el campeonato dos equipos obtuviesen la misma puntuación, los mecanismos para desempatar la clasificación serán los siguientes:
1. El equipo que haya marcado más goles al otro en los enfrentamientos entre ambos.
2. Si persiste el empate, se tendrá en cuenta la diferencia de goles a favor y en contra en todos los encuentros del campeonato, prevaleciendo la diferencia más positiva.
3. De persistir aun así el empate, se tendrá en cuenta el número de goles marcados en todo el campeonato, prevaleciendo la mayor cantidad.

Si el empate a puntos se produce entre tres o más clubes, los sucesivos mecanismos de desempate son los siguientes:
1. La mejor puntuación de la que a cada uno corresponda a tenor de los resultados de los partidos jugados entre sí por los clubes implicados.
2. La mayor diferencia de goles a favor y en contra, considerando únicamente los partidos jugados entre sí por los clubes implicados.
3. La mayor diferencia de goles a favor y en contra teniendo en cuenta todos los encuentros del campeonato.
4. El mayor número de goles a favor teniendo en cuenta todos los encuentros del campeonato.

Una vez finalizada la fase regular de la competición, el primer clasificado de cada grupo asciende directamente a Tercera Federación.
El segundo y el tercer clasificados de cada grupo disputarán un Play-Off formado por dos rondas de eliminatorias a doble partido. El equipo que supere ambas rondas obtendrá el ascenso a la Tercera Federación.
Entre los dos grupos habrá 7 plazas fijas de descenso a la Primera División Provincial (4 en el grupo A y 3 en el grupo B). Se añadirá una plaza por cada uno de los clubes que desciendan de la Tercera Federación y que se establecerá en el grupo al que dicho club quede asignado, restando además una plaza en el grupo del que proceda el equipo que ascienda a esa misma categoría por medio de los play-off.
Los posibles descensos extra a la categoría inmediatamente inferior estarán condicionados al paso por la vía deportiva de equipos castellanos y leoneses de Tercera a Segunda Federación en la presente temporada y viceversa, así como por los descensos extra de la Tercera División RFEF a Primera División Regional que se deriven de dicho trasvase de equipos (uno por cada equipo de más que descienda procedente de la Tercera División RFEF).
El sistema de competición y las consecuencias clasificatorias fueron aprobadas por la RFCyLF.

## Ascensos y descensos
Los equipos que mantuvieron la categoría en la anterior temporada participan en la actual, junto a los equipos descendidos de la Tercera Federación y los equipos ascendidos de la Primera División Provincial. Como principal incidencia cabe destacar el ascenso extra de C.D. Mojados a Tercera Federación, después de ser aceptado el recurso que el equipo vallisoletano presentó contra la decisión de concederse a C.D. Laguna la plaza vacante en dicha categoría producida por el ascenso a Segunda Federación de Salamanca C.F. UDS. A su vez, el conjunto rojinegro presentó otro recurso que también fue aceptado, con la consecuencia de su colocación definitiva en Tercera Federación. También se produjo la retirada de la competición del Racing Lermeño C.F.
| Pos.          | Ascendidos a Tercera Federación |
| ------------- | ------------------------------- |
| 1.º (Grupo A) | C.F. Briviesca                  |
| 1.º (Grupo B) | Ciudad Rodrigo C.F.             |
| 2.º (Grupo B) | C.D. Atlético Mansillés         |
| 3.º (Grupo B) | C.D. Mojados                    |

| Pos. | Descendidos de Tercera Federación |
| ---- | --------------------------------- |
| 17.º | C.D. Colegios Diocesanos          |
| 18.º | S.D. Ponferradina "B"             |

| Pos.                   | Ascendidos de Primera División Provincial |
| ---------------------- | ----------------------------------------- |
| 1.º (Grupo Ávila)      | C.D. Rayo Abulense                        |
| 1.º (Grupo Burgos)     | Burgos International Football             |
| 2.º (Grupo León)       | C.D. Sariegos del Bernesga                |
| 1.º (Grupo Palencia)   | C.D. Astudillo                            |
| 1.º (Grupo Salamanca)  | C.D. Peñaranda                            |
| 1.º (Grupo Segovia)    | C.D. Coca                                 |
| 1.º (Grupo Soria)      | C.D. Langa                                |
| 1.º (Grupo Valladolid) | C.D. Villa de Simancas                    |
| 1.º (Grupo Zamora)     | Moraleja C.F.                             |

| Pos.           | Descendidos a Primera División Provincial |
| -------------- | ----------------------------------------- |
| 13.º (Grupo A) | C.D. Belorado                             |
| 14.º (Grupo A) | Unami Club Polideportivo                  |
| 15.º (Grupo A) | Deportivo Arenas C.F.                     |
| 15.º (Grupo B) | Veguellina C.F.                           |
| 16.º (Grupo A) | C.D.F. Carejas Paredes                    |
| 16.º (Grupo B) | C.D. Bovedana                             |

|                | \| Pos. \| Bajas federativas \| \| -------------- \| ------------------- \| \| 10.º (Grupo A) \| Racing Lermeño C.F. \| |
| Pos.           | Bajas federativas |
| 10.º (Grupo A) | Racing Lermeño C.F. |

## Participantes

### Información sobre los equipos participantes

#### Grupo A
| Equipo                          | Localidad                                   | Estadio                     |
| ------------------------------- | ------------------------------------------- | --------------------------- |
| C.D. Astudillo                  | Astudillo                                   | C.M. La Joya                |
| Burgos International Football   | Burgos                                      | José Manuel Sedano          |
| C.D. Calasanz                   | Soria                                       | José Andrés Diago 1         |
| CyD Cebrereña                   | Cebreros                                    | El Mancho                   |
| C.D. Coca                       | Coca                                        | C.M. Coca                   |
| C.D. Colegios Diocesanos        | Ávila                                       | Sancti Spiritu B            |
| C.D. Internacional Vista Alegre | Burgos                                      | José Manuel Sedano          |
| C.D. Langa                      | Langa de Duero                              | C.M. Las Eras               |
| C.D. Numancia "B"               | Soria                                       | Francisco Rubio 2           |
| C.D. Rayo Abulense              | Ávila                                       | Santiago Sanz               |
| C.D. San José                   | Soria                                       | San Juan                    |
| Sporting Uxama                  | El Burgo de Osma                            | Municipal del Burgo de Osma |
| Turégano C.F.                   | Turégano                                    | El Burgo Turégano           |
| Unión Popular Palencia          | Palencia                                    | Sergio Asenjo 2             |
| C.D. Villamuriel                | Villamuriel de Cerrato                      | Rafael Vázquez Sedano       |
| Villarcayo Nela C.F.            | Villarcayo de Merindad de Castilla la Vieja | El Soto                     |

#### Grupo B
| Equipo                           | Localidad               | Estadio                        |
| -------------------------------- | ----------------------- | ------------------------------ |
| C.D. Béjar Industrial            | Béjar                   | Mario Emilio                   |
| C.D. Benavente                   | Benavente               | Luciano Rubio                  |
| Betis C.F.                       | Valladolid              | Nemesio Gómez "Peque"          |
| Gimnástica Medinense             | Medina del Campo        | E.M. Medina del Campo          |
| La Bañeza F.C.                   | La Bañeza               | La Llanera                     |
| La Cistérniga C.F.               | La Cistérniga           | C.M. La Cistérniga             |
| Moraleja C.F.                    | Moraleja del Vino       | C.M Moraleja del Vino          |
| C.D. Onzonilla                   | Onzonilla               | La Vega 1                      |
| C.D. Peñaranda                   | Peñaranda de Bracamonte | Luis García García             |
| S.D. Ponferradina "B"            | Ponferrada              | Compostilla Vicente del Bosque |
| C.D. Ribert                      | Salamanca               | Estadio Helmántico             |
| Salamanca C.F. UDS "B"           | Salamanca               | Estadio Helmántico             |
| C.D. Sariegos del Bernesga       | Sariegos                | La Namilla                     |
| Unionistas de Salamanca C.F. "B" | Salamanca               | Rosa Colorado                  |
| C.D. Villa de Simancas           | Simancas                | Los Pinos                      |
| Zamora C.F. "B"                  | Zamora                  | Anexos Ruta de la Plata 1      |

| Cebrereña Colegios Diocesanos Rayo Abulense Burgos International Internacional Vista Alegre Villarcayo Nela La Bañeza Onzonilla Ponferradina "B" Sariegos del Bernesga Astudillo Unión Popular Palencia Villamuriel Béjar Industrial Peñaranda Ribert Salamanca UDS "B" Unionistas "B" Coca Turégano Calasanz Langa Numancia "B" San José Sporting Uxama Betis C.F. Gimnástica Medinense La Cistérniga Villa de Simancas Benavente Moraleja Zamora "B" |

### Equipos por Provincia
| N.º | Provincia  | Equipos | Grupo |
| --- | ---------- | --- | ----- |
| 3   | Ávila      | CyD Cebrereña, C.D. Colegios Diocesanos y C.D. Rayo Abulense                                                  | A     |
| 3   | Burgos     | Burgos International Football, C.D. Internacional Vista Alegre y Villarcayo Nela C.F.                         | A     |
| 3   | Palencia   | C.D. Astudillo, Unión Popular Palencia y C.D. Villamuriel                                                     | A     |
| 2   | Segovia    | C.D. Coca y Turégano C.F.                                                                                     | A     |
| 4   | Soria      | C.D. Calasanz de Soria, C.D. Langa, C.D. Numancia "B", C.D. San José de Soria y Sporting Club Uxama           | A     |
| 4   | León       | La Bañeza F.C., C.D. Onzonilla, S.D. Ponferradina "B" y C.D. Sariegos del Bernesga.                           | B     |
| 5   | Salamanca  | C.D. Béjar Industrial, C.D. Peñaranda, C.D. Ribert, Salamanca C.F. UDS "B" y Unionistas de Salamanca C.F. "B" | B     |
| 4   | Valladolid | C.D. Betis C.F., Gimnástica Medinense, C.D. La Cistérniga y C.D. Villa de Simancas                            | B     |
| 3   | Zamora     | C.D. Benavente, Moraleja C.F. y Zamora C.F. "B"                                                               | B     |

## Fase regular

### Grupo A

#### Clasificación
| Pos. | Equipo                          | Pts. | PJ | G  | E | P  | GF | GC | Dif. |                                                    |
| ---- | ------------------------------- | ---- | -- | -- | - | -- | -- | -- | ---- | -------------------------------------------------- |
| 1    | C.D. Colegios Diocesanos (A, C) | 75   | 30 | 23 | 6 | 1  | 69 | 16 | +53  | Ascenso a Tercera Federación                       |
| 2    | C.D. Numancia "B" (A)           | 68   | 30 | 21 | 5 | 4  | 83 | 21 | +62  | Acceso a promoción de ascenso a Tercera Federación |
| 3    | Turégano C.F.                   | 58   | 30 | 17 | 7 | 6  | 66 | 26 | +40  | Acceso a promoción de ascenso a Tercera Federación |
| 4    | C.D. San José                   | 51   | 30 | 15 | 6 | 9  | 62 | 31 | +31  |                                                    |
| 5    | C.D. Calasanz                   | 51   | 30 | 15 | 6 | 9  | 50 | 43 | +7   |                                                    |
| 6    | C.D. Villamuriel                | 44   | 30 | 13 | 5 | 12 | 39 | 36 | +3   |                                                    |
| 7    | C.D. Coca                       | 44   | 30 | 12 | 8 | 10 | 43 | 46 | −3   |                                                    |
| 8    | C.D. Internacional Vista Alegre | 43   | 30 | 12 | 7 | 11 | 36 | 32 | +4   |                                                    |
| 9    | CyD Cebrereña                   | 42   | 30 | 11 | 9 | 10 | 42 | 34 | +8   |                                                    |
| 10   | Villarcayo Nela C.F.            | 37   | 30 | 10 | 7 | 13 | 29 | 41 | −12  |                                                    |
| 11   | Burgos International Football   | 35   | 30 | 9  | 8 | 13 | 38 | 40 | −2   |                                                    |
| 12   | Sporting Uxama                  | 34   | 30 | 9  | 7 | 14 | 29 | 49 | −20  |                                                    |
| 13   | Unión Popular Palencia (D)      | 28   | 30 | 7  | 7 | 16 | 30 | 45 | −15  | Descenso a Primera División Provincial             |
| 14   | C.D. Rayo Abulense (D)          | 25   | 30 | 7  | 4 | 19 | 26 | 82 | −56  | Descenso a Primera División Provincial             |
| 15   | C.D. Astudillo (D)              | 23   | 30 | 6  | 5 | 19 | 35 | 74 | −39  | Descenso a Primera División Provincial             |
| 16   | C.D. Langa (D)                  | 12   | 30 | 3  | 3 | 24 | 26 | 87 | −61  | Descenso a Primera División Provincial             |

Actualizado a los partidos jugados el 11 de mayo de 2025.
 Fuente: Clasificación
Criterios de clasificación: Puntos · Enfrentamientos directos · Diferencia de goles · Goles a favor.

#### Resultados
| Local \ Visitante               | AST | BIF | CAL | CEB | COC | COL | INT | LNG | NUMb | RAY | SJS | TUR | UPP | UXA | VLM | VNL |
| ------------------------------- | --- | --- | --- | --- | --- | --- | --- | --- | ---- | --- | --- | --- | --- | --- | --- | --- |
| C.D. Astudillo                  | —   | 1–1 | 2–1 | 1–0 | 3–3 | 2–3 | 0–1 | 4–0 | 1–1  | 3–4 | 0–2 | 0–5 | 0–0 | 5–3 | 0–4 | 2–3 |
| Burgos International Football   | 5–0 | —   | 1–4 | 4–2 | 4–0 | 0–0 | 0–0 | 6–2 | 0–2  | 1–2 | 2–1 | 2–2 | 1–0 | 1–2 | 0–2 | 3–0 |
| C.D. Calasanz                   | 5–0 | 0–0 | —   | 3–2 | 2–2 | 1–2 | 1–1 | 3–2 | 3–1  | 2–1 | 1–2 | 1–0 | 3–0 | 2–1 | 2–1 | 0–0 |
| CyD Cebrereña                   | 2–1 | 3–0 | 1–2 | —   | 2–1 | 1–1 | 1–0 | 1–1 | 1–1  | 3–0 | 0–0 | 0–2 | 3–1 | 3–1 | 4–0 | 3–0 |
| C.D. Coca                       | 1–0 | 2–1 | 1–1 | 0–2 | —   | 0–1 | 0–2 | 2–0 | 0–4  | 6–1 | 4–3 | 1–1 | 1–1 | 1–0 | 0–1 | 4–1 |
| C.D. Colegios Diocesanos        | 5–0 | 2–0 | 4–0 | 1–1 | 3–0 | —   | 1–0 | 3–0 | 1–1  | 5–0 | 1–0 | 2–0 | 4–0 | 4–0 | 0–1 | 4–0 |
| C.D. Internacional Vista Alegre | 2–1 | 1–1 | 1–2 | 0–1 | 4–0 | 1–2 | —   | 3–1 | 1–3  | 4–0 | 2–0 | 2–1 | 1–1 | 1–0 | 0–0 | 0–0 |
| C.D. Langa                      | 5–2 | 0–1 | 1–3 | 2–1 | 1–3 | 1–3 | 2–1 | —   | 0–2  | 2–4 | 1–4 | 0–3 | 0–4 | 0–1 | 0–1 | 1–3 |
| C.D. Numancia "B"               | 8–0 | 2–2 | 1–0 | 3–0 | 0–1 | 1–2 | 4–1 | 6–0 | —    | 9–0 | 0–0 | 4–3 | 3–0 | 4–0 | 4–1 | 3–1 |
| C.D. Rayo Abulense              | 1–0 | 0–2 | 1–3 | 0–0 | 2–0 | 0–2 | 0–2 | 1–1 | 0–6  | —   | 1–4 | 1–2 | 1–0 | 3–0 | 1–1 | 0–2 |
| C.D. San José                   | 2–0 | 3–0 | 3–1 | 0–0 | 2–2 | 1–2 | 4–0 | 5–1 | 0–2  | 8–1 | —   | 2–2 | 1–2 | 1–2 | 3–1 | 2–0 |
| Turégano C.F.                   | 1–1 | 4–0 | 6–0 | 3–1 | 0–0 | 0–1 | 3–1 | 6–0 | 0–1  | 4–0 | 1–1 | —   | 2–1 | 2–0 | 2–1 | 1–1 |
| Unión Popular Palencia          | 2–3 | 1–0 | 3–0 | 1–0 | 0–1 | 2–2 | 1–2 | 1–1 | 1–3  | 0–0 | 1–3 | 0–3 | —   | 0–1 | 0–1 | 1–0 |
| Sporting Uxama                  | 2–1 | 0–0 | 1–1 | 1–1 | 3–5 | 0–4 | 1–1 | 3–0 | 0–2  | 1–0 | 1–0 | 2–4 | 2–1 | —   | 1–1 | 0–0 |
| C.D. Villamuriel                | 1–2 | 1–0 | 2–1 | 3–3 | 0–0 | 1–2 | 0–1 | 4–0 | 0–1  | 5–0 | 0–2 | 0–2 | 2–4 | 1–0 | —   | 2–1 |
| Villarcayo Nela C.F.            | 1–0 | 1–0 | 0–2 | 1–0 | 1–2 | 2–2 | 1–0 | 3–1 | 2–1  | 4–1 | 0–3 | 0–1 | 1–1 | 0–0 | 0–1 | —   |

#### Máximos goleadores
| Pos. | Jugador                   | Equipo                   | Goles | Partidos |
| ---- | ------------------------- | ------------------------ | ----- | -------- |
| 1.º  | Christian Godson          | C.D. Numancia "B"        | 18    | 19       |
| 2.º  | Antonio Collado           | C.D. Colegios Diocesanos | 15    | 25       |
| 3.º  | Sergio Madrigal           | C.D. Calasanz            | 13    | 29       |
| 4.º  | Hugo Jiménez              | C.D. Colegios Diocesanos | 11    | 27       |
| 4.º  | Carlos Alberto Cotrina    | Turégano C.F.            | 11    | 28       |
| 4.º  | Daichi Antonio Ishizuka   | C.D. Numancia "B"        | 11    | 29       |
| 5.º  | Jesús Bernardo Villanueva | C.D. Numancia "B"        | 10    | 26       |
| 5.º  | José Gregorio Álvarez     | C.D. Coca                | 10    | 27       |
| 5.º  | Julián Hernández          | CyD Cebrereña            | 10    | 27       |
| 5.º  | Diego Alcubilla           | Turégano C.F.            | 10    | 28       |

### Grupo B

#### Clasificación
| Pos. | Equipo                                  | Pts. | PJ | G  | E  | P  | GF | GC | Dif. |                                                                   |
| ---- | --------------------------------------- | ---- | -- | -- | -- | -- | -- | -- | ---- | ----------------------------------------------------------------- |
| 1    | Unionistas de Salamanca C.F. "B" (A, C) | 66   | 30 | 20 | 6  | 4  | 52 | 25 | +27  | Ascenso a Tercera Federación                                      |
| 2    | Betis C.F. (X)                          | 61   | 30 | 19 | 4  | 7  | 50 | 28 | +22  | Acceso a promoción de ascenso a Tercera Federación y Copa del Rey |
| 3    | Salamanca C.F. UDS "B"                  | 59   | 30 | 19 | 2  | 9  | 62 | 30 | +32  | Acceso a promoción de ascenso a Tercera Federación                |
| 4    | C.D. Sariegos del Bernesga              | 50   | 30 | 14 | 8  | 8  | 60 | 42 | +18  |                                                                   |
| 5    | C.D. Béjar Industrial                   | 49   | 30 | 14 | 7  | 9  | 51 | 44 | +7   |                                                                   |
| 6    | S.D. Ponferradina "B"                   | 44   | 30 | 14 | 2  | 14 | 38 | 42 | −4   |                                                                   |
| 7    | La Cistérniga C.F.                      | 43   | 30 | 13 | 4  | 13 | 36 | 36 | 0    |                                                                   |
| 8    | La Bañeza F.C.                          | 42   | 30 | 12 | 9  | 9  | 48 | 42 | +6   |                                                                   |
| 9    | Zamora C.F. "B"                         | 42   | 30 | 10 | 12 | 8  | 40 | 38 | +2   |                                                                   |
| 10   | Moraleja C.F.                           | 38   | 30 | 10 | 8  | 12 | 33 | 34 | −1   |                                                                   |
| 11   | C.D. Benavente                          | 37   | 30 | 11 | 4  | 15 | 39 | 42 | −3   |                                                                   |
| 12   | C.D. Villa de Simancas (D)              | 36   | 30 | 10 | 6  | 14 | 36 | 37 | −1   | Descenso a Primera División Provincial                            |
| 13   | C.D. Onzonilla (D)                      | 34   | 30 | 9  | 7  | 14 | 34 | 38 | −4   | Descenso a Primera División Provincial                            |
| 14   | C.D. Ribert (D)                         | 31   | 30 | 9  | 4  | 17 | 33 | 48 | −15  | Descenso a Primera División Provincial                            |
| 15   | C.D. Peñaranda (D)                      | 23   | 30 | 6  | 5  | 19 | 24 | 69 | −45  | Descenso a Primera División Provincial                            |
| 16   | Gimnástica Medinense (D)                | 16   | 30 | 4  | 4  | 22 | 34 | 75 | −41  | Descenso a Primera División Provincial                            |

Actualizado a los partidos jugados el 11 de mayo de 2025.
 Fuente: Clasificación
Criterios de clasificación: Puntos · Enfrentamientos directos · Diferencia de goles · Goles a favor.
Notas:
1. ↑  La Bañeza F.C. fue sancionado con una reducción de 3 puntos en la clasificación por alineación indebida en el encuentro de la jornada 1 La Bañeza F.C. - C.D. Sariegos del Bernesga.[5]
2. ↑  Plaza de descenso establecida por el descenso desde la Tercera División RFEF del Ciudad Rodrigo C.F.
3. ↑  Plaza de descenso establecida por el descenso desde la Tercera División RFEF del C.D. Laguna.

#### Resultados
| Local \ Visitante                | BEJ | BEN | BET | GMM | LBA | LCS | MOR | ONZ | PEÑ | PONb | RIB | SALb | SAR | UNIb | VSM | ZAMb |
| -------------------------------- | --- | --- | --- | --- | --- | --- | --- | --- | --- | ---- | --- | ---- | --- | ---- | --- | ---- |
| C.D. Béjar Industrial            | —   | 4–0 | 1–3 | 5–2 | 1–0 | 1–0 | 1–0 | 1–1 | 2–1 | 0–1  | 3–2 | 2–6  | 4–3 | 1–2  | 2–0 | 0–0  |
| C.D. Benavente                   | 3–1 | —   | 2–1 | 2–2 | 3–1 | 2–3 | 1–0 | 1–2 | 6–0 | 0–1  | 2–1 | 0–2  | 1–0 | 0–1  | 1–0 | 1–1  |
| Betis C.F.                       | 0–2 | 3–1 | —   | 4–3 | 4–0 | 1–2 | 2–0 | 3–0 | 1–0 | 1–0  | 5–1 | 0–0  | 2–1 | 2–1  | 3–0 | 0–1  |
| Gimnástica Medinense             | 3–3 | 3–0 | 0–1 | —   | 1–2 | 1–3 | 0–1 | 3–1 | 3–1 | 0–1  | 1–3 | 0–5  | 2–5 | 1–2  | 0–1 | 1–1  |
| La Bañeza F.C.                   | 0–0 | 1–1 | 2–3 | 2–1 | —   | 0–1 | 1–1 | 2–2 | 3–0 | 2–1  | 2–0 | 1–0  | 0–3 | 0–4  | 2–3 | 1–1  |
| La Cistérniga C.F.               | 0–1 | 2–4 | 1–2 | 5–0 | 1–1 | —   | 0–2 | 2–1 | 1–0 | 3–0  | 0–2 | 2–1  | 1–0 | 0–2  | 1–3 | 3–1  |
| Moraleja C.F.                    | 1–1 | 2–1 | 0–0 | 3–0 | 0–3 | 0–1 | —   | 3–2 | 5–1 | 1–2  | 2–0 | 0–3  | 2–3 | 1–1  | 0–1 | 2–2  |
| C.D. Onzonilla                   | 1–2 | 1–0 | 1–1 | 7–1 | 1–1 | 0–0 | 1–0 | —   | 0–0 | 2–0  | 2–0 | 1–2  | 1–0 | 0–2  | 0–1 | 0–0  |
| C.D. Peñaranda                   | 2–2 | 1–1 | 3–0 | 1–0 | 2–7 | 0–1 | 0–1 | 2–1 | —   | 1–3  | 1–0 | 1–0  | 0–2 | 1–1  | 0–0 | 2–1  |
| S.D. Ponferradina "B"            | 1–3 | 0–1 | 0–2 | 2–3 | 1–2 | 2–1 | 1–2 | 1–4 | 4–1 | —    | 2–1 | 0–1  | 1–3 | 2–1  | 2–1 | 1–0  |
| C.D. Ribert                      | 3–1 | 1–0 | 0–1 | 1–0 | 2–0 | 1–0 | 1–1 | 1–0 | 2–0 | 0–1  | —   | 0–3  | 0–3 | 1–2  | 1–1 | 4–4  |
| Salamanca C.F. UDS "B"           | 3–2 | 2–0 | 3–0 | 1–1 | 0–4 | 2–0 | 1–0 | 2–1 | 6–1 | 1–2  | 3–1 | —    | 3–2 | 0–1  | 2–0 | 2–3  |
| C.D. Sariegos del Bernesga       | 2–2 | 2–1 | 1–1 | 5–2 | 4–4 | 1–1 | 0–0 | 1–0 | 2–1 | 3–1  | 3–1 | 2–0  | —   | 4–2  | 1–1 | 1–1  |
| Unionistas de Salamanca C.F. "B" | 2–0 | 2–1 | 2–1 | 3–0 | 1–1 | 1–1 | 2–0 | 4–0 | 3–1 | 0–3  | 2–1 | 1–0  | 3–2 | —    | 0–0 | 2–1  |
| C.D. Villa de Simancas           | 0–2 | 0–3 | 0–1 | 3–0 | 0–1 | 1–0 | 2–3 | 0–1 | 9–0 | 1–1  | 3–2 | 1–2  | 0–0 | 0–2  | —   | 2–3  |
| Zamora C.F. "B"                  | 2–1 | 2–1 | 1–2 | 1–0 | 0–2 | 3–0 | 0–0 | 2–0 | 2–0 | 1–1  | 0–0 | 1–6  | 4–1 | 0–0  | 1–2 | —    |

1. ↑  El partido La Bañeza F.C.-C.D. Sariegos del Bernesga, finalizado con 3-2 fue resuelto administrativamente con resultado de 0-3 por alineación indebida del conjunto local.

#### Máximos goleadores
| Pos. | Jugador                 | Equipo                     | Goles | Partidos |
| ---- | ----------------------- | -------------------------- | ----- | -------- |
| 1.º  | Íñigo Hernández         | C.D. Béjar Industrial      | 15    | 28       |
| 2.º  | Francisco Javier Turiel | C.D. Benavente             | 14    | 27       |
| 3.º  | Arturo Grandmontagne    | C.D. Sariegos del Bernesga | 12    | 25       |
| 3.º  | Álvaro Jiménez          | C.D. Ribert                | 12    | 27       |
| 3.º  | Raul Iulian Voinea      | Betis C.F.                 | 12    | 29       |
| 4.º  | Raúl Calvo              | Moraleja C.F.              | 11    | 19       |
| 4.º  | Cristian Tomás Lupidio  | Salamanca C.F. UDS "B"     | 11    | 23       |
| 4.º  | Alberto Veintimilla     | La Cistérniga C.F.         | 11    | 26       |
| 5.º  | Mario Anderson          | Gimnástica Medinense       | 10    | 28       |

## Play Off de Ascenso a Tercera Federación
Este play-off reunió a los segundos y terceros de cada grupo en la lucha por obtener una de las tres plazas de ascenso a Tercera Federación. El formato consistió en dos rondas de eliminatorias directas a doble vuelta, enfrentando en la primera ronda al segundo de un grupo con el tercero del otro grupo. Los ganadores de cada eliminatoria se clasificaron para la ronda final. En todo caso el partido de vuelta se disputó en el campo del equipo que termine la fase regular de la competición en una posición más alta, o en su defecto con un mayor promedio de puntos por partido disputado.
Equipos clasificados
| Pos. | Grupo A           | Pts. | Part. | Prom. |
| ---- | ----------------- | ---- | ----- | ----- |
| 2.º  | C.D. Numancia "B" | 68   | 30    | 2,267 |
| 3.º  | Turégano C.F.     | 58   | 30    | 1,933 |

| Pos. | Grupo B                | Pts. | Part. | Prom. |
| ---- | ---------------------- | ---- | ----- | ----- |
| 2.º  | Betis C.F.             | 61   | 30    | 2,033 |
| 3.º  | Salamanca C.F. UDS "B" | 59   | 30    | 1,967 |

|  | Semifinales               | Semifinales               | Semifinales               | Semifinales               | Semifinales               |   |            | Final                  | Final                  | Final                  | Final                  | Final                  |  |
|  | 17-18 de mayo/ 25 de mayo | 17-18 de mayo/ 25 de mayo | 17-18 de mayo/ 25 de mayo | 17-18 de mayo/ 25 de mayo | 17-18 de mayo/ 25 de mayo |   |            | 31 de mayo/ 8 de junio | 31 de mayo/ 8 de junio | 31 de mayo/ 8 de junio | 31 de mayo/ 8 de junio | 31 de mayo/ 8 de junio |  |
|  |                           |                           |                           |                           |                           |   |            |                        |                        |                        |                        |                        |  |
|  |                           |                           |                           |                           |                           |   |            |                        |                        |                        |                        |                        |  |
|  | 3º A                      | Turégano C.F.             | 1                         | 0                         | 1                         |   |            |                        |                        |                        |                        |                        |  |
|  | 3º A                      | Turégano C.F.             | 1                         | 0                         | 1                         |   |            |                        |                        |                        |                        |                        |  |
|  | 2º B                      | Betis C.F.                | 2                         | 3                         | 5                         |   |            |                        |                        |                        |                        |                        |  |
|  | 2º B                      | Betis C.F.                | 2                         | 3                         | 5                         |   | Betis C.F. | Betis C.F.             | 0                      | 1                      | 1                      |                        |  |
|  |                           |                           |                           |                           |                           |   | Betis C.F. | Betis C.F.             | 0                      | 1                      | 1                      |                        |  |
|  |                           |                           | C.D. Numancia "B"         | C.D. Numancia "B"         | 1                         | 2 | 3          |                        |                        |                        |                        |                        |  |
|  | 3º B                      | Salamanca C.F. UDS "B"    | C.D. Numancia "B"         | C.D. Numancia "B"         | 1                         | 2 | 3          | 1                      | 1                      | 2                      |                        |                        |  |
|  | 3º B                      | Salamanca C.F. UDS "B"    |                           |                           |                           |   |            | 1                      | 1                      | 2                      |                        |                        |  |
|  | 2º A                      | C.D. Numancia "B" (pr.)   | 1                         | 3                         | 4                         |   |            |                        |                        |                        |                        |                        |  |
|  | 2º A                      | C.D. Numancia "B" (pr.)   | 1                         | 3                         | 4                         |   |            |                        |                        |                        |                        |                        |  |
|  |                           |                           |                           |                           |                           |   |            |                        |                        |                        |                        |                        |  |

### Semifinales

#### Turégano C.F. – Betis C.F.
| 17 de mayo de 2025, 17:45 | Turégano C.F.      | 1:2 (0:1) | Betis C.F.                              | C.M. El Burgo, Turégano     |                             |
|                           | - Miguel Pérez 59' | Reporte   | - 38' Víctor Ortega - 69' Sergio García | Árbitro(s): Hernández Valle | Árbitro(s): Hernández Valle |

| 25 de mayo de 2025, 12:30 | Betis C.F.                                                  | 3:0 (1:0) (Global 5:1) | Turégano C.F. | C.M. Nemesio Gómez Peque, Valladolid |                           |
|                           | - Jaime Madruga 44' - Sergio García 67' - Diego Herrera 89' | Reporte                |               | Árbitro(s): Calvo Antolín            | Árbitro(s): Calvo Antolín |

#### Salamanca C.F. UDS "B" – C.D. Numancia "B"
| 18 de mayo de 2025, 12:00 | Salamanca C.F. UDS "B" | 1:1 (0:0) | C.D. Numancia "B"             | Anexos Estadio Helmántico - Pistas Municipales, Salamanca |                            |
|                           | - Pablo Gascón 50'     | Reporte   | - 61' Daichi Antonio Ishizuka | Árbitro(s): De León Sancho                                | Árbitro(s): De León Sancho |

| 25 de mayo de 2025, 12:00 | C.D. Numancia "B"                                                           | 3:1 (1:0, 1:1, 3:1) (Global 4:2) | Salamanca C.F. UDS "B" | C.D. Francisco Rubio 2, Soria    |                                  |
|                           | - Christian Godson 4' - Riku Matsushita 91' - Jesús Bernardo Villanueva 99' | Reporte                          | - 68' Manuel Vigo      | Árbitro(s): Sebastián de Mercado | Árbitro(s): Sebastián de Mercado |

### Final

#### Betis C.F. – C.D. Numancia "B"
| 31 de mayo de 2025, 18:00 | Betis C.F. | 0:1 (0:0) | C.D. Numancia "B"               | C.M. Nemesio Gómez Peque, Valladolid |                             |
|                           |            | Reporte   | - 90' Jesús Bernardo Villanueva | Árbitro(s): Cascudo Arregui          | Árbitro(s): Cascudo Arregui |

| 8 de junio de 2025, 18:00 | C.D. Numancia "B"                      | 2:1 (1:0) (Global 3:1) | Betis C.F.          | C.D. Francisco Rubio 2, Soria   |                                 |
|                           | - Alex Ramos 2' - Christian Godson 66' | Reporte                | - 61' Sergio García | Árbitro(s): De la Iglesia Gómez | Árbitro(s): De la Iglesia Gómez |

| Asciende a Tercera División RFEF C.D. Numancia "B" |

## Ascendidos a Tercera División RFEF
| Bandera de Castilla y León | Bandera de Castilla y León       | Bandera de Castilla y León |
| C.D. Colegios Diocesanos   | Unionistas de Salamanca C.F. "B" | C.D. Numancia "B"          |
| 1.º Grupo A                | 1.º Grupo B                      | 2.º Grupo A                |

## Clasificados para la Copa del Rey
| Bandera de Castilla y León |
| Betis C.F.                 |
| 2.º Grupo B                |